# Ojucewicze
Ojucewicze (biał. Аюцавічы, Ajucawiczy; ros. Оюцевичи, Ojucewiczi) – agromiasteczko na Białorusi, w obwodzie grodzieńskim, w rejonie korelickim, w sielsowiecie Mir, w pobliżu Mira.

## Historia
W Rzeczypospolitej Obojga Narodów miejscowość leżała w województwie nowogródzkim, w powiecie nowogródzkim. Były własnością Iliniczowów, następnie Radziwiłłów. W 1828 jako wiano Stefanii Radziwiłłównej przeszły do rodu Sayn-Wittgensteinów.
W wyniku III rozbioru znalazły się w Rosji. W XIX i w początkach XX w. wieś i majątek ziemski położone w guberni mińskiej, w powiecie nowogródzkim, w gminie Mir.
W dwudziestoleciu międzywojennym wieś i folwark leżące w Polsce, w województwie nowogródzkim, w powiecie stołpeckim, w gminie Mir. W 1921 wieś liczyła 970 mieszkańców, zamieszkałych w 191 budynkach, w tym 947 Białorusinów, 22 Polaków i 1 osobę innej narodowości. 968 mieszkańców było wyznania prawosławnego i 2 rzymskokatolickiego. Folwark liczył zaś 46 mieszkańców, zamieszkałych w 2 budynkach, w tym 28 Polaków i 18 Białorusinów. 45 mieszkańców było wyznania prawosławnego i 1 ewangelickiego.
Po II wojnie światowej w granicach Związku Sowieckiego. Od 1991 w niepodległej Białorusi.